# 에릭 에릭슨

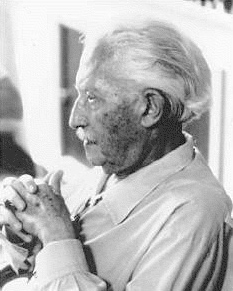
에릭 에릭슨

에릭 홈부르거 에릭슨(덴마크어: Erik Homburger Erikson, 1902년 6월 15일 ~ 1994년 5월 12일)은 덴마크계 독일인으로 미국에 활동한 발달심리학자이자 아동정신분석학자이다. 인간의 사회성 발달이론으로 유명하고 '정체감 위기'(Identity Crisis)라는 말을 만들어 냈다. 주요 업적은 인간의 전 생애에 걸친 발달 심리학(life span developmental psychology)을 다룬 것이다. 복잡한 출생배경과 불우한 성장환경으로 인해 평생에 걸쳐서 자아정체감에 대해 관심을 가졌고 심리학자가 되어 이에 대한 연구에 매진하였다.

## 어린 시절

### 출생과 성장
출생 전에 부모가 이혼하는 바람에 덴마크 출신의 어머니가 독일로 이주하여 독일 프랑크푸르트에서 태어났다. 친아버지가 유대인 출신의 주식 중매인인 발데마르 이시도르 살로몬센(Waldemar Isidor Salomonsen)였기에 에릭 에릭슨의 출생신고시 이름은 '에릭 살로몬센'으로 등록되었다. 그러나 친아버지에 대한 정보는 자세한 것이 남아있지 않다.
에릭 에릭슨이 태어난 후 어머니는 간호사가 되기 위해 카를스루에로 이주하였고, 1904년 유대인 소아과 의사인 테오도어 홈부르거(Theodor Homburger)와 재혼하였다. 어머니의 재혼으로 이름이 '에릭 홈부르거'가 되었다. 에릭슨의 어머니는 철학과 문학, 예술에 깊은 관심을 가지고 있었으며 에릭슨은 이런 분위기 속에서 성장하였다.
어머니 카를라 아브라함센(Karla Abrahamsen)은 코펜하겐의 유명한 유대인 가족 출신으로, 카를라의 어머니인 헨리에타(Henrietta)는 카를라가 13살 때 사망하였다. 아버지 요세프(Josef)는 말린 상품을 파는 상인이었다. 카를라의 오빠들인 에이나르, 니콜라이, 악셀은 지역 유대인 자선 단체에서 활동하면서 러시아에서 온 궁핍한 유대인 이민자들에게 식량을 공급해 주었다.
자아정체감 발달은 에릭 에릭슨의 삶과 이론에 있어 가장 중요한 문제였던 것으로 인식된다. 어린 시절과 성년기 초기의 이름은 '에릭 홈부르거'였으며, 부모는 에릭 에릭슨의 출생에 관한 자세한 사항을 비밀로 하였다. 독일에서 태어났으나 지역사회로 부터는 유대인이라는 이유로 괴롭힘을 당했고, 친부모로 부터 덴마크 혈통을 물려받아 푸른 눈을 가진 금발로 북유럽인의 외모를 가졌기에 유대인 학교에서는 노르만인이라며 놀림을 당했다. 집안에서는 양자라는 콤플렉스를 갖고 있었다. 이렇게 출신배경과 성장환경은 지속적으로 그를 괴롭혔고 정체성에 대한 심한 혼란을 겪으며 성장했다.

### 정신분석학 입문
에릭슨은 초등학교를 수학하고 18세에 김나지움을 졸업한 것이 최종 학력이다. 그는 라틴어와 그리스어에 능했지만 대학에 진학하지 않고 유럽을 여행하면서 방랑과 방황을 하였다. 이때 독학으로 독서와 사색에만 몰두하였다. 한때 미술가가 되기 위해 고전미술 공부에도 전념하였지만 곧 포기하였다. 방황기 피렌체에서 만난 아동 정신분석학자 페이스 블로스의 추천으로 칼스루에에서 학교 운영을 도왔다.
빈의 사립학교에서 근무하던 중에 정신분석의 창시자 지그문트 프로이트의 딸인 안나 프로이트를 알게 되었는데, 그녀 덕분에 정신분석학에 관심을 갖게 되었다. 안나 프로이트의 소개로 빈 정신분석 연구소에 들어간 후, 헬레네 도이치(Helene Deutsch), 에드워드 비브링(Edward Bibring, 1894~1959년), 하인츠 하트만(Heinz Hartman, 1894~1970년) 등 유수의 정신분석가의 지도 아래 정신분석 훈련을 받은 그는 1933년 마침내 정신분석가가 되었다. 비슷한 시기에 혁신적 교육기관인 몬테소리의 학위도 취득했다.

## 미국에서의 활동

### 미국 이민
에릭슨이 1933년 빈 정신분석 연구소를 졸업한 이후, 나치가 독일에서 권력을 잡기 시작하자, 아내와 함께 덴마크로 간 뒤에 미국으로 이주하여 보스턴에서 아동 정신분석학자가 되었다. 에릭슨은 매사추세츠 일반병원(Massachusetts General Hospital)과 저지 베이커 가이던스 센터(Judge Baker Guidance Center), 하버드 의학대학원과 정신과 병원에서 일하면서 우수한 임상 의학자라는 평판을 얻게 되었다. 1936년 에릭슨은 예일 대학교에 들어가 인간관계연구소에서 일하면서 의학대학원에서 강의했다. 에릭슨이 아동분석가로 이름이 알려지면서 예일대학에 파트타임 교수로 채용되었다.

### 개명과 시민권 취득
교수로 채용되면서 이전까지 사용하던 이름 홈부르거(Homburger)를 버리고 자신의 성을 에릭슨(Erikson)으로 고쳤으며 미국 시민권도 취득하였다. 그러나 여전히 자신의 계부에 대한 존경의 표시로 중간이름(middle name)을 Homburger로 표기하였고, Erikson이라는 이름은 자신에게 Erik이라는 이름을 준 자신의 생부를 기리기 위해 Erik이라는 이름 뒤에 아들(son)을 덧붙였다. 예전 유럽인들에게는 성은 귀족들만 가지는 것이었고 평민들은 딱히 성이 없었고 다만 '아무개의 아들'이라는 의미로 아버지의 이름 뒤에 son(혹은 이와 비슷한 각 나라의 용어들 'sen' 등)을 붙이는 경우가 많았는데 (Williamson, Anderson, Peterson 등등) Erik도 그와 비슷하게 이름을 지은 것이라고 보인다.
자신의 이름을 바꾸는 과정에서도 본인의 정체성을 버리지 않으려는 의지가 보인다. 생부와 계부의 흔적을 이름에서 지우지 않았기 때문이다. 성을 바꾸니 가장 좋아했던 이들은 다름 아닌 에릭슨의 세 아이들이었는데 이들은 학교에서 햄버거(Hamburger)라는 별명으로 불리었기 때문에 더 이상 햄버거라고 불리지 않아도 된다고 좋아했다. 에릭슨이 성을 바꾼 여러 원인들 중 하나가 사실 아이들 때문이었다.

### 연구와 활동
사우스다코타주의 수족(Sioux) 거주지에서 몇 년간 아이들을 관찰한 뒤에, 캘리포니아 대학교 버클리의 교수가 되어 아동복지연구소에 가입하고 의사로서의 개인 영업도 시작하였다. 캘리포니아에서 에릭슨은 유록족(Yurok) 인디언의 어린이들을 연구하였다. 에릭슨은 자신의 가장 유명한 저서인 《아동기와 사회(Childhood and Society)》를 출판한 이후인 1950년, 충성 선서(loyalty oaths)에 서명하도록 요구한 캘리포니아 대학교를 떠났다. 10년간 매사추세츠주의 Stockbridge에 있는 정신의학 치료시설인 Austen Riggs Center에 근무하면서 학생들을 가르쳤는데, 여기서 감정적인 문제를 가진 젊은 사람들과 함께 일하였다. 1960년대에 에릭슨은 하버드 대학교의 인간개발학 교수로 돌아온 뒤에 1970년 은퇴할 때까지 하버드 대학교에 남았다..

## 에릭슨의 성격 이론
에릭슨 생애 단계(the Erikson life-stage)는 이것을 획득하는 여덟 단계 순서에 따라 아래와 같다. 또한 에릭슨이 이러한 단계들에 붙인 덕목(virtue)들도 존재한다. 이러한 덕목들은 중요시된다.
1. 희망(Hope), 기본적 신뢰(basic trust) 대 기본적 불신(basic mistrust): 이 단계는 18개월까지의 영아기를 차지한다. 이는 삶의 가장 기반이 되는 단계로, 다른 모든 단계가 여기에서 출발한다.[10] 아기가 기본적 신뢰를 발달시키거나 기본적 불신을 발달시키는 것은 오로지 양육 문제만 아니다. 다면적이고 사회적 요소가 강력히 작용한다. 엄마와의 관계 여하에 좌우된다.[11] 엄마는 개인적인 의미에서 아이에 대한 신뢰에 관한 내면의 개념을 수행하고 반영한다. 이 단계의 중요한 부분은 안정적이고 지속적인 영아의 돌봄을 제공하는 것이다. 이는 아이가 부모를 제외한 다른 관계로 이행할 수 있는 신뢰를 만드는데 도움이 된다. 더욱이 아이들은 이들을 지지하기 위하여 타인에 대한 신뢰를 발달시킨다.[12] 이 단계에서 성과를 이루면 아기는 신뢰감을 발달시킨다. 이는 정체성에 있어 아이에게 기반을 형성한다. 이 신뢰를 발달시키지 못하면 공포와 함께 세계는 지속적이지 못하고 예측불가하다는 느낌을 일으키게 된다.
2. 의지(Will), 자율성(autonomy) 대 수치심(shame): 이 단계는 18개월에서 36개월의 초기 아동에게 해당하며, 자율성 대 수치심 및 의심 개념을 낳는다. 아이는 자신의 독립성의 시점을 발견하기 시작하며, 부모는 아이가 스스로 기본적인 과업을 수행할 수 있다는 감각을 키워줘야 한다. 낙담시키는 것은 아이가 자신의 효용성에 대한 의심을 일으킬 수 있다. 이 단계에서 아이는 보통 화장실 배변 훈련을 떼려고 한다.[13] 더욱이 아이는 자신의 타고난 재능이나 능력을 발견한다. 그리고 아이는 이러한 활동들을 발견할 수 있다고 확신시키는 것이 중요하다. 에릭슨은 아이에게 탐색의 자유(freedom in exploration)를 허용하는 것이 중요하지만, 또한 실패를 수용하는 환경(environment welcoming of failures)을 만들어주는 것도 중요하다고 강조한다. 따라서 부모는 아이의 과업 수행 실패를 처벌하거나 질책하지 않아야 한다. 수치심과 의심이 일어나는 것은 아이가 과업 완수와 생존 능력이 뛰어나지 못하다고 느낄 때이다. 의지는 이 단계의 성공적 수행이 있을 때 획득된다. 이 단계를 성공적으로 수행한 아이는 "자존감을 잃지 않는 자기조절능력(self-control without a loss of self-esteem)"을 갖게 될 것이다.[12]
3. 목적(Purpose), 자기주도(initiative) 대 죄책감(guilt): 이 단계는 3-5세의 미취학 아동에 해당한다. 아이가 옷입기와 같은 일을 스스로 해낼 능력이 있는가? 이 단계 아이들은 또래들과 상호작용하며 자기들만의 게임과 활동을 만든다. 아이들은 독립성을 단련하고 스스로 결정하기 시작한다.[14] 결정을 스스로 하게 하면, 아이는 타인을 리드할 능력에 자신감을 발달시킬 것이다. 아이가 확실한 결정을 내리지 못하도록 한다면 죄책감을 발달시킨다. 이 단계에서의 죄책감의 특징은 타인에게 짐이 된다는 느낌을 갖는 것이며, 따라서 아이는 다르게 행동하는 자신감이 부족해지면서 항상 스스로를 추종자(follower)로 드러낸다.[15] 또한 아이는 세계에 대한 지식을 쌓는 질문들을 많이 하게 된다. 아이의 질문에 대해 비판적이고 아이를 깎아내리는 답변을 하게 되면, 또한 아이는 죄책감을 느끼게 된다. 이 단계를 성공적으로 수행하게 되면 목적이라는 덕목을 획득하게 된다. 이는 양극 사이에서 표준적인 균형을 말한다.[12]
4. 유능(Competence), 근면(industry) 대 열등(inferiority): 이 단계는 5-12세 취학 아동에 해당한다. 아이는 자기가치감(self worth)을 주변의 타인과 비교한다. 친구들은 아이의 성장에 중대한 영향을 줄 수 있다. 아이는 다른 아이들과 비교하여 개인적인 능력에 있어서의 편차를 인식할 수 있다. 에릭슨은 교사에 대하여서도 다소 강조한다. 교사는 아이가 열등감을 느끼지 않도록 확신을 줘야 한다. 이 단계에서 아이의 친구 집단의 중요성이 증대된다. 이 단계에서 종종 아이는 사회에서 보상받는 것들에 대한 유능감을 입증하려 할 것이고, 자신의 능력들에 대한 만족감도 발달시킬 것이다. 아이에게 용기를 주는 것은 목적 달성 능력의 타당성과 유능함의 느낌을 늘려줄 것이다. 교사나 부모가 제한을 두면 의심, 의구심, 능력에 대한 거리낌을 야기할 것이다. 따라서 완전한 능력에 도달하지 못할 것이다. 이 단계의 덕목이라 할 수 있는 유능감은 양극 사이에서의 건강한 균형에 도달했을 때 발달된다.[12]
5. 충성(Fidelity), 동일시(정체성)(identity) 대 역할 혼란(role confusion): 이 단계는 12-18세 청소년기에 해당한다. 자기 자신에 대한 질문을 하기 시작하고 자기가 누구인지 그리고 무엇을 달성하고 싶은지에 대한 질문을 던진다. 나는 누구인가? 나는 어떻게 사람들과 어울릴 것인가? 나는 삶에서 어디로 가고 있는가? 청소년은 자신만의 독특한 정체성을 탐색하고 추구한다. 이 과정은 개인적 신념, 목표, 가치를 바라봄으로써 수행한다. 개인의 도덕성도 탐색하고 발달시킨다.[12] 에릭슨은 부모가 아이에게 탐색하도록 허용한다면 아이는 자기만의 정체성을 결정할 것이라고 생각한다. 그러나 만약 부모가 지속적으로 아이를 부모의 관점에 집어넣으려 한다면, 청소년은 정체성 혼란을 맞이할 것이다. 청소년은 취업, 관계, 가족에 있어 미래를 향해 나아가기도 한다. 사회에서 아이가 제공하는 역할을 배우는 것이 중요한 것은, 아이가 자신을 사회에 끼워맞추려는 욕구를 발달시키기 시작한다는 점 때문이다. 충성심의 특징은 타인에 헌신하고 차이가 있더라도 타인을 수용하는데 헌신하는 능력이다. 정체성 혼란은 역할 혼란을 일으키고 청소년에게 다른 삶의 방식을 하게 할 수 있다.[12]
6. 사랑(Love), 친밀성(intimacy) 대 고립(isolation): 이는 성인 발달의 첫 단계이다. 이는 18-40세 장년기에 해당한다. 이 단계는 자기에 대한 생각에서 세상의 타인에 대한 생각으로 넘어가는 것을 특징으로 한다. 우리는 사회적 동물이며 그 결과로서 타인과 함께 해야 하고 이들과 관계를 맺어야 한다. 이 단계에서 데이트, 결혼, 가족, 우정은 중요하다. 타인과의 친밀 관계 발달이 증대되기 때문이다.[12] 청소년기 중반의 자아 발달(ego development)은 향후 성년기 연인 관계에서의 친밀성이 얼마나 잘 드러나게 될지를 보여주는 강력한 지표이다.[16] 타인과의 사랑스러운 관계를 잘 형성함으로써, 사랑과 친밀함을 경험할 수 있다. 또한 안정감, 돌봄, 이러한 관계에 대한 전념을 느낄 수 있다.[12] 게다가, 고립에 맞서 친밀감의 위기(crisis of intimacy)를 잘 해결한다면, 사랑이라는 덕목을 달성할 수 있다.[17] 지속적인 관계 형성에 실패하면 고립감과 고독감을 느낄 것이다.
7. 돌봄(Care), 생식성(generativity) 대 침체성(stagnation): 성인기 두 번째 단계는 40-65세에 해당한다. 이때는 보통 안착하게 되고 무엇이 자기에게 중요한지를 알게 된다. 커리어가 진보하거나 커리어에 있어 조심스러운 태도를 보임으로써 앞으로 남은 일할 수 있는 나이 동안에 이것이 내가 하고자 하는 것인지 불명확해진다. 또한 이때 사람은 자신의 아이를 키울 수도 있다. 부모라면 자신의 삶에서의 역할을 다시 고찰하기도 한다.[18] 이는 근무 생산성과 공동체 활동 및 조직 참여와 함께, 사회 공헌의 한 방식이기도 하다.[12] 생식성을 훈련하는 사람은 다음 세대를 신뢰하고 양육, 교육, 멘토링 등을 통한 훈련으로 이들을 양육하고자 한다.[19] 생식성에 대한 감각은 개인과 사회 모두 중요하게 생각될 수 있으며, 좋은 부모 혹은 좋은 지도자로서의 역할을 보여주려 할 것이다.[20] 만약 삶이 진행하는 방향에 대하여 불편함을 느끼는 경우, 과거의 결정을 후회하고 스스로 쓸모없다는 생각을 할 것이다.[21]
8. 지혜(Wisdom), 자아 통합(ego integrity) 대 절망(despair): 이 단계는 65세 이후에 해당한다. 이때는 개인이 삶의 마지막 단계에 들어서게 되어, 은퇴를 앞두고 있거나 은퇴한 시기이다. 이 단계에서는 자신의 삶을 수용하거나 삶을 좌절감으로 돌아보는 단계이다.[22] 자아통합(ego-integrity)은 삶을 충만하게 수용한다는 뜻이다. 승리와 패배, 달성한 것과 그렇지 못한 것이다. 지혜는 마지막 발달 과업을 성공적으로 달성한 것의 결과물이다. 지혜는 죽음을 직면하면서 삶에 대한 관심에 대해 알고 이를 공정하게 바라보는 것으로 정의된다.[23] 과거 혹은 중요한 목표 달성 실패에 대한 죄책감 의식을 갖는 것은 우울감과 무기력을 야기한다. 이 단계의 덕목을 달성하는 것은 성공적인 삶을 살아왔다는 느낌을 수반한다.[12]
9. 제9단계(Ninth Stage)는 에릭슨의 심리사회 발달의 단계 § 제9단계 참조.

각 단계별 이상적인 결과물은 덕목이라고 부르는데, 효능(potency)을 의미하며, 의학에 적용되기 때문에 에릭슨의 연구에 이러한 용어로 사용된다. 이 덕목들은 강도(strength)와 같은 의미로 사용된다. 이는 생애 주기와 세대별로 유전되는 것으로 여겨진다. 에릭슨의 연구에서는 각 생애단계의 양극이 서로 긴장감을 형성하며 대립하지만, 긴장관계의 어느 한 쪽이 다른 쪽을 거절하는 것은 아니다. 양극이 필요하고 쓸모 있다고 이해하고 수용할 때만이 각 단계의 궁극적인 덕목이 나타날 수 있다. 따라서 제1단계에서 가능한 해결책으로서의 현실적인 '희망'이라는 것이 나타나도록 하기 위해서는 '신뢰'와 '불신'은 모두 다 이해하고 수용해야 한다. 마찬가지로 최후 단계에서 가능한 해결책으로서 현실적으로 수행할 수 있는 '지혜'를 획득하도록 하기 위해서는 '통합성'과 '절망'을 모두 이해하고 포용해야 한다.

## 자아와 발달이론
에릭슨의 가장 뛰어난 발견은 지그문트 프로이트가 주장한 심리성적 발달의 다섯 단계를 부인하고 여덟 단계를 주장한 것이다. 에릭 에릭슨은 모든 인간은 온전한 발달에 이르기까지 특정 개수의 단계를 지닌다고 보고, 태어나서 죽기까지 인간이 겪게 되는 8단계를 이론화하였다. (에릭 에릭슨의 아동기와 사회 참조)
에릭슨은 프로이트의 성기기(性器期)를 청년기로 바꾸었고, 성년기의 세 가지 단계를 추가했다. 아내 요안 세르손 에릭슨(Joan Serson Erikson)은 자신이 죽기 전에 남편의 모형에 9번째 단계(노년기)를 추가하여 서구 문화의 증가하는 평균 수명을 염두에 두었다.
에릭슨은 또한 인간에게 있어 '이드(id)의 역할'보다 '자아의 역할'을 중시한 자아 심리학의 창시자 중 한 명으로 여겨진다. 에릭슨에 따르면, 어린이가 사는 환경은 성장과 조정에 결정적이고, 자기 인식과 자아 정체성의 원천이 된다. 1969년에 출판한 책인 《간디의 진리》는 에릭슨의 이론을 생애 주기의 후기에 적용시킨 책으로, 에릭슨에게 퓰리처상과 미국 내셔널 북 어워드(National Book Award)를 안겨 주었다.

## 심리사회적 발달 단계
에릭슨의 성격 발달 이론은 전생애에 걸친 발달을 강조한다. 에릭슨은 발달이란 전 생애에 걸친 적응과정이며 이러한 맥락에서 긍정적인것 만큼이나 부정적 경험도 중요할 수 있음을 갈등적 언급으로 이를 표현하고있다.
1)신뢰감 대 불신감(영아기, 0-1세)
- 사회적 관계는 어머니와의 관계이므로, 아주 중요
- 어머니가 유아의 신체적, 심리적 욕구와 필요를 적절히 충족시켜 주는 것이 중요: 신뢰감 형성
- 어머니가 거부적이거나, 주의를 기울이지 않거나, 일관성이 없을 때: 불신감 형성
- 이 시기의 신뢰감은 생의 후기에 맺게 되는 모든 사회 관계의 밑거름
- 무엇을 믿을수있는지 알아야 되지만 전적으로 믿을 필요가 없다는것도 아는것은 선택의 연속선상에 있는 생존에 있어서 중요함 따라서 어느 정도 불신감의 경험도 필요
- 기본적 신뢰와 불신 간에 균형을 이루었을 때 생기는 힘은 희망

2)자율성 대 의혹(수치심)(유아기, 2-3세)
- 유아는 여러 개의 상반되는 충동 사이에서 스스로 선택, 이러한 과정을 통하여 자신의 의지를 나타냄
- 유아는 근육발달로 인하여 대소변의 통제가 가능
- 자기 발로 서서 걷게 되면서부터 자기 주위를 혼자서 열심히 탐색하게 되고, 음식도 남의 도움을 받지 않고 자신의 힘으로 먹으려고 함
- 자율성의 언어: <나>, <내 것>등의 말을 자주 반복하여 사용, 특히 <안 해 !>라는 말을 씀으로써 자기 주장을 표현
- 유아는 사회적 기대(부모)에 적합한 행동을 원활하게 수행하지 못하면 수치심과 회의감을 갖게 됨
- 수치심이란 자신이 타인들의 눈에 좋게 보이지 않는다고 생각할 때 갖는 느낌
- 자율성의 사회적 대응물은 법과 질서

3)주도성 대 죄책감(유치기, 3-6세)
- '유희 연령'인 이 단계는 자신과 자기 세계를 구성하는 것에 책임의식
- 성공적 발달은 목적(목표)을 설정하는 것
- 죄책감은 지나치게 엄격한 훈육이나 윤리적 태도를 강요할 때 형성

4)근면성 대 열등감(아동기, 6-11세)
- 자아성장의 결정적인 시기
- 학교를 통해서 근면성 획득: 읽기, 쓰기, 셈하기 등의 인지적 기술을 획득, 또래와 같이 놀고 일하는 것을 배움
- 열등감 발달: 실수나 실패를 거듭하게 되면, 혹은 학교나 사회가 어린이에 대한 편견적 태도를 취할 때 발달되기 쉬움
- 능력이란 기술의 심리적 기초, 이 단계에서부터 우리는 생산적인 일원으로 우리 문화에 합류

5)정체감 대 정체감 혼란(청소년기, 약 12-20세)
- 이 시기에는 자기 존재에 대해 새로운 경험과 탐색이 시작
- 이 시기의 중심 과제는 자아 정체감의 확립
- 자아정체감이란 자기 동일성에 대한 자각인 동시에, 자기의 위치, 능력, 역할 및 책임에 대한 분명한 인식
- 성적 정체감 형성을 못하면 양성 혼란
- 자아정체감은 일생을 통한 투쟁
- 심리사회적 유예기간(psychosocial moratorium)을 언급함
- 이상적 특징은 충성(fidelity). 충성이란 직업과 궁극적인 가치에 헌신하는 것

6)친밀성 대 고립감(청년기, 대략20-40세)
- 이 시기는 공식적인 성인생활 시작: 직업을 선택, 배우자를 찾음
- 타인과의 관계에서 친밀성을 이룩하는 일이 중요 과업
- 청년기에 긍정적인 정체감을 확립한 사람만이 진정한 친밀성을 이룰 수 있음. 정체감을 확립하지 못한 사람은 자기 자신에 대하여 자신감을 가지지 못하므로, 타인과의 관계에서 친밀성을 형성하지 못하고 고립하여 자기 자신에게만 몰두하게 됨
- 친밀성은 동성과 이성간의 인간관계, 친밀감, 연대의식, 공동의식 등의 따뜻한 인간관계에서 형성
- 심리적 고립감은 과도한 또는 형식적인 인간관계에서 형성
- 다른 사람이나 집단과 친밀한 관계를 맺는 능력은 적성과 충실에 바탕을 둠

7)생산성 대 침체감(중장년기, 약 40-65)
- 생산은 개인이 다음 세대에 대한 복지 뿐만 아니라 다음 세대가 일하며 살아 갈 사회의 성격에 대한 관심
- 생산, 양육, 그에 따른 자기 자손의 성취에 관한 개인의 만족감
- 생산적 요소는 한 세대에서 다음 세대로 전해지는 모든 것, 기술적 생산품, 아이디어, 책, 예술작업 등에서 재현
- 생산성이 제대로 발휘하지 못하거나 안 하게 되면 침체감이 형성
- 이 경우에는 타인들에 대한 관심보다는 자신의 욕구에 더 치중하는 경향을 보이며, 남에게 대한 관대함이 결여(자기도취)
- 중년기의 덕은 돌봄(care). 돌봄은 베품, 전수, 자기 것을 넘겨주는 것에 대해 감수할 수 있는 능력. 적극적이고 직접적으로 가르치고 지도하려는 욕구. 만약, 이런 행동이 나타나지 않을 때 "정체, 지루함, 대인관계에서의 피폐"감에 압도

8)자아통합성 대 절망(노년기, 65세 이상)
- 마지막 단계인 노년기에는, 신체적인 노쇠와 직업으로부터 은퇴, 친한 친구나 배우자의 죽음 등으로 인하여, 인생에 대한 무력감을 동반할 수 있는 상실감을 보다 많이 느낌
- 개인의 관심이 미래에서 과거로 옮겨 감. 자신이 지금까지 살아온 생애를 돌아보면서 자신의 생애가 가치 있는 삶이었는지를 음미해 보게 됨.
- 자아 통합은 유연하게 '나는 만족스러운 삶을 살기를 위해 노력했다'라고 확신하는 능력
- 자신의 삶이 무의미한 것이었다고 느끼게 되면 절망에 빠지게 됨
- 지혜는 죽음에 직면하여 인생이라는 외부세계로부터 다시 자신의 내면으로 향하는 적극적인 관심을 갖는 것

## 저서
- 《아동기와 사회(Childhood and Society)》 (1950)
- 《청년 루터 (Young man Luther: a study in psychoanalysis and history)》 (1958)
- 《자아정체감: 청년과 위기(Identity: Youth and Crisis)》 (1968)
- 《비폭력의 기원:간디의 정신분석(Gandhi's Truth: On the Origin of Militant Nonviolence)》 (1969)

## 같이 보기
- 에릭슨의 심리사회 발달의 단계
- 장 피아제
- 에이브러햄 매슬로